# Deep Impact (film)
A Deep Impact (eredeti cím: Deep Impact) 1998-ban bemutatott amerikai sci-fi katasztrófafilm, melyet Bruce Joel Rubin és Michael Tolkin forgatókönyvéből Mimi Leder rendezett, vezető producere Steven Spielberg volt. A főbb szerepekben Robert Duvall, Téa Leoni, Elijah Wood, Vanessa Redgrave, Maximilian Schell és Morgan Freeman látható. 
A történet középpontjában a kitalált Wolf-Biederman üstökös áll, amely a Föld felé tartva közvetlen veszélynek teszi ki a bolygót.
Az Amerikai Egyesült Államokban 1998. május 8-án mutatták be a mozikban, ugyanabban az évben, mint a hasonló témájú Armageddont. Bevételi szempontból jól teljesített, ugyanakkor vegyes kritikákat kapott.

## Cselekmény
A film azzal a feltételezéssel indul, hogy a Föld felé egy nagyjából 10 km átmérőjű üstökös száguld.
Egy ekkora test becsapódása a valóságban globális katasztrófát jelentene a földi élővilág egésze számára (azonban ennek valószínűsége csekély).
A film nem a katasztrófahelyzet és a látványelemek ábrázolását helyezi előtérbe, ezek csak a film elején és a vége felé jelennek meg. 
Elsősorban az emberi reakciókat mutatja be, miután kiderül, hogy a Föld egy hatalmas üstökössel fog összeütközni és ennek következtében az emberiség nagy része ki fog pusztulni. Amerikában egy hatalmas óvóhelyet építenek, azonban ez is „mindössze” egymillió ember befogadására alkalmas, akiket kiválogatnak, és ezzel családokat szakítanak szét…
Elindítanak egy atomrakétákkal felszerelt űrhajót, a Messiást, aminek a feladata az üstökös felrobbantása, azonban a küldetés csak részben sikeres. Az üstökösön végrehajtott atomrobbantás nem téríti el a pályáról hanem csak leszakít belőle egy kisebb darabot, ami szintén a Föld felé halad. Először a kisebb üstökös becsapódik az Atlanti-óceánba, ezzel hatalmas szökőárat indít el a szárazföld felé…
Végül pár óra múlva becsapódna a nagy üstökös is Kanadában. De még az űrben levő Messiás legénysége meggondolja magát és nem térnek haza hanem a fedélzeten levő 4 atomtöltettel nekirepülnek a nagy üstökösnek amit ezzel kis darabokra robbantanak fel és így megmentik a Földet.
A film alapján nevezték el a Deep Impact üstököskutató szondát, melyet 2005-ben indítottak el.

## Szereplők
| Színész              | Szerep                         | Magyar hang     |
| -------------------- | ------------------------------ | --------------- |
| Robert Duvall        | Spurgeon "Hal" Tanner kapitány | Helyey László   |
| Téa Leoni            | Jenny Lerner                   | Fazekas Zsuzsa  |
| Elijah Wood          | Leo Biederman                  | Markovics Tamás |
| Vanessa Redgrave     | Robin Lerner                   | Borbáth Ottília |
| Maximilian Schell    | Jason Lerner                   | Áron László     |
| Rya Kihlstedt        | Chloe Lerner                   | Mezei Kitty     |
| Morgan Freeman       | Tom Beck elnök                 | Barbinek Péter  |
| James Cromwell       | Alan Rittenhouse               |                 |
| Ron Eldard           | Oren Monash                    | Dózsa Zoltán    |
| Jon Favreau          | Dr. Gus Partenza               | Breyer Zoltán   |
| Laura Innes          | Beth Stanley                   | Andai Kati      |
| Bruce Weitz          | Stuart Caley                   | Tóth Tamás      |
| Mary McCormack       | Andrea "Andy" Baker            | Biró Anikó      |
| Richard Schiff       | Don Biederman                  | Csuha Lajos     |
| Leelee Sobieski      | Sarah Hotchner                 | Szénási Kata    |
| Blair Underwood      | Mark Simon                     | Szerémi Zoltán  |
| Dougray Scott        | Eric Vennekor                  | Wohlmuth István |
| Kurtwood Smith       | Otis Hefner                    | Kardos Gábor    |
| Denise Crosby        | Vicky Hotchner                 | Rácz Kati       |
| Charles Martin Smith | Dr. Marcus Wolf                | Kapácsy Miklós  |

## Fordítás
- Ez a szócikk részben vagy egészben  a   Deep Impact (film) című angol Wikipédia-szócikk fordításán alapul.  Az eredeti cikk szerkesztőit annak laptörténete sorolja fel. Ez a jelzés csupán a megfogalmazás eredetét és a szerzői jogokat jelzi, nem szolgál a cikkben szereplő információk forrásmegjelöléseként.